# Takayuki Negishi
Pour les articles homonymes, voir Negishi.
Takayuki Negishi (根岸 貴幸, Negishi Takayuki) (né le 6 août 1961) est un compositeur japonais, notamment connu pour ses bandes-son dans le domaine de l'animation japonaise.

## Compositions
- Cardcaptor Sakura : série et films
- Hyper doll
- Mort ou vif (film)
- Lupin III : Le secret de Twilight Gemini (film)
- Narue no sekai
- Teizokurei Daydream
- F-Zero Falcon Densetsu
- Tôkyô mew mew : série
- Ichigo 100%
- Bloody roar 2 bringer of the new age : la musique d'introduction du jeu vidéo Bloody Roar sur PlayStation (et probablement aussi toutes les musiques de ce jeu)